# Pagasa pallipes
Pagasa pallipes är en insektsart som beskrevs av Carl Stål 1873. Pagasa pallipes ingår i släktet Pagasa och familjen fältrovskinnbaggar. Inga underarter finns listade i Catalogue of Life.